# Йосипівка (Кременчуцький район)
Йосипі́вка — село в Україні, у Новогалещинській селищній громаді Кременчуцького району Полтавської області. Населення становить 152 особи.
До 2020 року підпорядковувалося Пісківській сільській раді Козельщинського району. 

## Географія
Село Йосипівка знаходиться за 2,5 км від лівого берега річки Псел, вище за течією на відстані 2,5 км розташоване село Книшівка, нижче за течією на відстані 3 км розташоване село Запсілля, на протилежному березі — село Гуньки.

## Історія
12 червня 2020 року, відповідно до розпорядження Кабінету Міністрів України № 721-р «Про визначення адміністративних центрів та затвердження територій територіальних громад Полтавської області», село увійшло до складу  Новогалещинської селищної громади.
19 липня 2020 року, в результаті адміністративно - територіальної реформи та ліквідації Козельщинського району, село увійшло до складу новоутвореного Кременчуцького району.